# Peter Baumann
Peter Baumann (Berlino, 29 gennaio 1953) è un musicista e filosofo tedesco.
Dal 1971 al 1978 fu membro del gruppo musicale tedesco Tangerine Dream, formando assieme ad Edgar Froese e Christopher Franke la formazione più prolifica della band. Nel 1976, mentre era in tour con la band, compose il suo primo album da solista, Romance '76, per poi abbandonare la band due anni più tardi. Dopo una breve carriera solista, nel 1984 fondò la Private Music, che divenne poi una delle più importanti label nell'ambito della musica new age.

## Biografia
Peter Baumann nacque il 29 gennaio 1953 a Berlino. La madre era un'attrice e il padre un compositore. A 14 anni entrò nel suo primo gruppo, una cover band, esibendosi in vari club. Quattro anni più tardi incontrò Christopher Franke ed entrò nei Tangerine Dream, in sostituzione dell'organista Steve Schroyder.
Due anni più tardi la band firmò con la Virgin Records e pubblicò Phaedra, che ebbe un grande successo, entrando nella top ten di Melody Maker. Baumann lasciò la band in tre occasioni: la prima nel 1973, tornando però in tempo per lavorare all'album Green Desert (che sarà però pubblicato solo nel 1986), e successivamente nel 1975, lasciando Michael Honing come sostituto durante un tour in Australia. Nel 1976 pubblicò il primo album da solista, Romance '76, dalle sonorità non molto distanti da quelle che caratterizzavano la musica del gruppo. Due anni più tardi abbandonò definitivamente la band. Un anno dopo pubblicò il secondo album solista, Trans Harmonic Nights, caratterizzato da un sound più accessibile. Nel 1981 tentò di sfruttare il successo della new wave pubblicando Repeat Repeat, terzo lavoro solista, caratterizzato appunto da un'improvvisa virata verso sonorità pop oltre, per la prima volta, all'uso della voce da parte di Baumann; l'album però non ottenne il successo sperato. Due anni più tardi ritentò la stessa strada con Strangers in the Night, ad oggi suo ultimo album, chiamando questa volta a sé vari collaboratori per le parti vocali, ma anche questa volta con scarso successo.
Nel 1984 abbandonò la carriera di musicista e fondò la Private Music, casa discografica specializzata nella produzione di album di musica new age, che divenne poi una delle principali label del genere. Tra gli artisti che firmarono per la Private vi furono Yanni, Patrick O'Hearn, Jerry Goodman e Suzanne Ciani. Gli stessi Tangerine Dream, dediti anch'essi dagli anni novanta in poi alla produzione di musica new age, pubblicarono tre album per la label. L'etichetta chiuse i battenti nel 1996, acquisita dalla Windham Hill e Baumann abbandonò il mondo della musica. Da allora si è dedicato allo studio delle tradizioni spirituali, religiose e filosofiche occidentali ed orientali. Nel 2009 ha fondato il Baumann Institute e sviluppato una teoria filosofica basata sulla liberazione dalla sofferenza umana, chiamata Natural Enlightenment.

## Discografia

### Solista

#### Album
- 1976 - Romance '76
- 1979 - Trans Harmonic Nights
- 1981 - Repeat Repeat
- 1983 - Strangers in the Night
- 1996 - Phase by Phase: A Retrospective '76 - '81 (raccolta postuma)
- 2017 - Machines of Desire
- 2019 - Neuland (con Paul Haslinger)

#### Singoli
- 1976 - Bicentennal Present/Romance
- 1979 - Biking Up The Strand/Dance At Dawn
- 1981 - Daytime Logic (Baby Won't You Marry With Me)
- 1981 - Realtimes/Repeat Repeat
- 1983 - Strangers in the Night/Fremde in der Nacht

### Con i Tangerine Dream

#### Album in studio
- 1971 - Alpha Centauri
- 1972 - Zeit
- 1973 - Atem
- 1974 - Phaedra
- 1975 - Rubycon[1]
- 1976 - Stratosfear

#### Album live
- 1975 - Ricochet
- 1977 - Encore